# سید مصطفی تاج‌زاده
سید مصطفی تاج‌زاده (زادهٔ ۹ شهریور ۱۳۳۶) سیاستمدار اصلاح‌طلب و زندانی سیاسی ایرانی است که سابقه عضویت در شورای مرکزی جبهه مشارکت ایران اسلامی و سازمان مجاهدین انقلاب اسلامی ایران را داشته و در حال حاضر از ایده «اصلاحات ساختاری» به معنای روشی «فراتر از آنچه از دوم خرداد تا دی ماه ۹۶ دنبال شده» حمایت می‌کند. او در دولت سید محمد خاتمی معاون سیاسی وزیر کشور و سرپرست این وزارتخانه پس از استیضاح عبدالله نوری بود. او در دولت میرحسین موسوی نیز معاون امور بین‌الملل وزیر ارشاد وقت، سید محمد خاتمی بود.

## زندگی
بر اساس مشخصات شناسنامه‌ای، تاج‌زاده ۱ آذر ۱۳۳۵ در تهران زاده شده است. اما به گفته خودش روز تولد حقیقی وی ۹ شهریور ۱۳۳۶ است. پدر و مادرش اصالتاً اهل هرند در شهرستان هرند اصفهان بودند. خانواده او چه از سمت پدر و چه از سمت مادر همه به علمای معروف منتسب بودند. محی‌الدین فاضل هرندی یکی از استادان حوزه علمیه قم، دایی او بود.
مصطفی تاج‌زاده در سال ۱۳۵۴ دیپلم متوسطه خود را گرفت و در امتحان اعزام به خارج از کشور قبول شد. وی با ورود به آمریکا ضمن تحصیل در رشته مهندسی مکانیک، فعالیت‌های خود را در مسیر مبارزات سیاسی علیه حکومت پهلوی از طریق انجمن اسلامی کالیفرنیا پی‌گرفت و به همراهی شماری دیگر گروه فلق را تشکیل دادند.

### زندگی شخصی

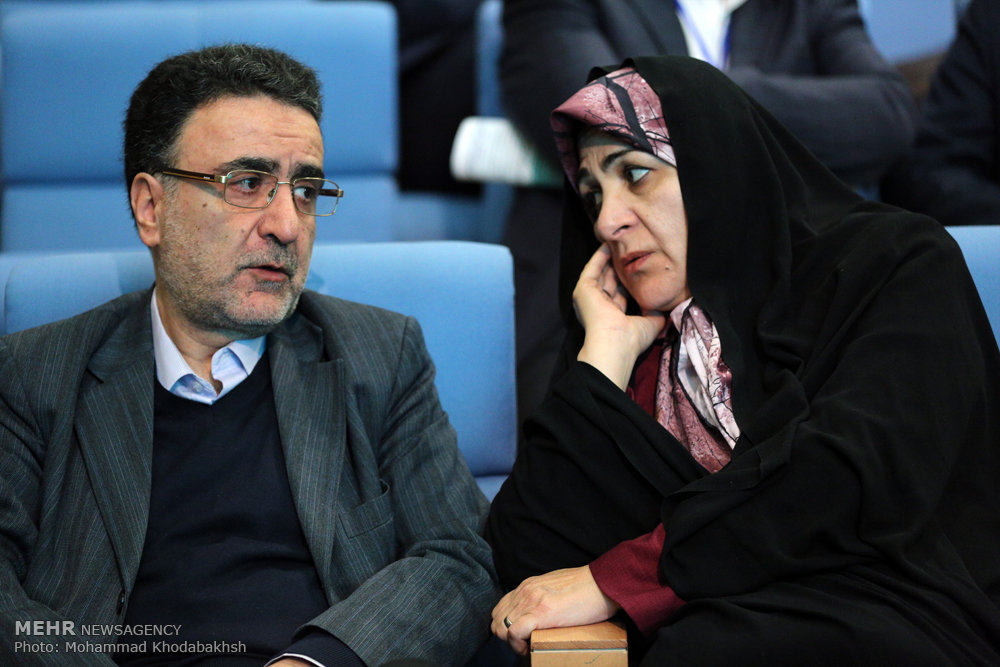
تاج‌زاده و همسرش

مصطفی تاج‌زاده در سال ۱۳۵۹ با فخرالسادات محتشمی‌پور ازدواج کرد. همسرش دخترعموی علی‌اکبر محتشمی پور (وزیر کشور سابق) و از اعضای شورای مرکزی جبهه مشارکت است. این زوج ۲ فرزند دختر دارند.

## فعالیت‌های اولیه
تاج‌زاده در ۸ مهر ۱۳۵۷ پس از دیداری با روح‌الله خمینی در پاریس، تحصیل را رها کرد و به ایران بازگشت. وی به عنوان نماینده ویژه گروه فلق در کمیته ویژه استقبال از روح‌الله خمینی انتخاب شد. پس از انقلاب، گروه فلق با پیوستن به شش گروه دیگر سازمان مجاهدین انقلاب اسلامی را ایجاد کردند. تاج‌زاده پس از آن به مدیریت کل مطبوعات و نشریات وزارت فرهنگ و ارشاد اسلامی منصوب شد. با آمدن سید محمد خاتمی به وزارت ارشاد، وی جای خود را به محسن آرمین داد و در سال‌های ۱۳۶۳ تا ۱۳۶۷ به عنوان معاون بین‌الملل خاتمی در وزارت ارشاد فعالیت کرد.
پس از استعفای خاتمی و با آمدن مصطفی میرسلیم به وزارت ارشاد، تاج‌زاده هم به همراه خاتمی به کتابخانه ملی رفت. وی پس از مدتی به روزنامه همشهری رفت و تا انتخابات ریاست جمهوری ایران (۱۳۷۶) در این مؤسسه فرهنگی باقی ماند. وی پس از استعفا از وزارت ارشاد برای تحصیل در رشته علوم سیاسی وارد دانشکده حقوق و علوم سیاسی دانشگاه تهران شد. او در کنکور سراسری کارشناسی ارشد سال ۷۱ حائز رتبه اول کشور شد ولی پس از انتخابات دوم خرداد از دانشگاه خارج شد و فرصت آن را نیافت تا از پایان‌نامه اش برای اخذ دکترا دفاع کند. او از سال ۱۳۷۵ در ستاد انتخابات خاتمی فعالیت کرد و هم‌زمان عضو تحریریه عصر ما نشریه ارگان سازمان مجاهدین انقلاب اسلامی ایران بود.

## در زمان دولت محمد خاتمی

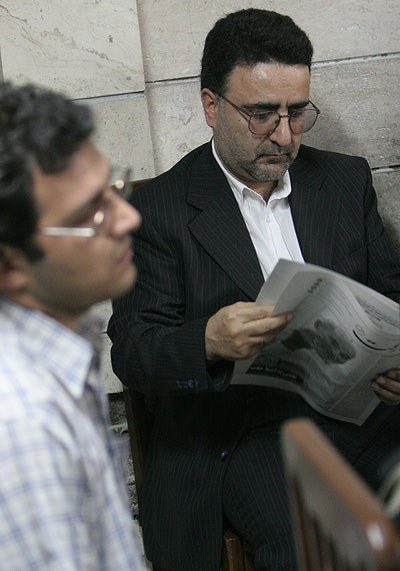
تاج‌زاده در سال ۱۳۸۵

با پیروزی خاتمی در کنار عبدالله نوری در وزارت کشور به عنوان معاون سیاسی مشغول شد و به عنوان رئیس ستاد انتخابات کشور اولین انتخابات شوراهای اسلامی شهر و روستا را برگزار نمود. همچنین با تشکیل جبهه مشارکت ایران اسلامی از ابتدا به عضویت دفتر سیاسی و شورای مرکزی حزب درآمد.
وی پس از استیضاح عبدالله نوری و تا آمدن عبدالواحد موسوی لاری، سرپرست وزارت کشور شد و با آمدن موسوی لاری مجدداً به معاونت سیاسی بازگشت.

### انتخابات مجلس ششم
بلافاصله بعد از انتخابات مجلس ششم، شورای نگهبان ادعای بر تخلفات وسیع در حوزه انتخابیه تهران را کرد و این امر باعث عدم تأیید نتایج این حوزه از سوی آنها گردید. با بالا گرفتن قضیه تخلفات انتخاباتی، دو طرف بازشماری آراء را شروع کردند. فرمانداری تهران باردیگر انتخابات را تأیید کرد. ولی اختلافات بین آن‌ها حل نشد و تا اردیبهشت ۱۳۷۹ نیز ادامه یافت. جریان اصلاح طلب فشار بر روی شورای نگهبان را افزایش داد و آن را متهم به سنگ اندازی در راه تشکیل مجلس ششم نمود سید محمد خاتمی رئیس‌جمهوری هم به جمع منتقدان پیوست و گفت: «مردم حق دارند که در آینده نزدیک شاهد بازگشایی مجلس جدید باشند». در همین حال، نیروهای ملی-مذهبی با صدور بیانیه‌ای نگرانی خود را دربارهٔ شایعات مربوط به نحوه شمارش آرا در تهران اعلام کردند. در این بیانیه به «دخالت شبه‌نظامیان در شمارش آرا، تلاش جهت بالا آمدن افرادی خاص در فهرست تهران» و «حذف و عقب زدن معدود نامزدهای باقی‌مانده ائتلاف نیروهای ملی-مذهبی» اشاره‌شده بود. با افزایش اختلافات در شورای نگهبان و عدم رسیدن به توافق در این مورد جنتی طی نامه‌ای به خامنه‌ای نوشت: «با توجه به نتایج کنونی شورای نگهبان نمی‌تواند صحت انتخابات را تأیید کند … در ۸۶۷ صندوق بازشماری شده اشکال و تخلفاتی … دیده شده است» خامنه‌ای هم در جواب دستورالعمل چهارده ماده‌ای را برای تأیید آرا حوزه انتخابیه تهران ارائه داد که بر طبق این دستور العمل، آرا صندوق‌های مخدوش باطل، بازشماری آرا متوقف و نتیجه انتخابات بر اساس آراء صندوق‌های سالم اعلام می‌شد و می‌بایست متخلفان در جریان انتخابات شناسایی و مجازات شوند. بلافاصله پس از حکم رهبری ۵۳۴ صندوق یعنی ۷۲۶٬۲۶۶ رأی از ۲۹۳۱۱۱۳ کل آرا تهران باطل گردید و تأیید بقیه آرا اعلام شد. با این تغییرات تنها نامزد تأیید صلاحیت شده ملی مذهبی یعنی علیرضا رجایی به رتبه ۳۴ به بعد تنزل یافت و غلامعلی حداد عادل جای او را گرفت. پس از تأیید نتایج انتخابات تهران، بر اساس شکایت جنتی، سید مصطفی تاج‌زاده رئیس ستاد انتخابات کشور و آزرمی فرماندار تهران به جرم تخلف در جریان انتخابات به دادگاه فراخوانده شدند تاج‌زاده به مدت ۳ سال از هرگونه خدمات دولتی محروم گردید و آزرمی هم به چند ماه زندان محکوم گردید.
اما تاجزاده در مقابل گفته است که این کار شورای نگهبان برای جبران آنچه که فکر می‌کردند اشتباه خودشان باشد، یعنی تأیید صلاحیت علیرضا رجایی بود که با ابطال بیش از ۵۰۰ صندوق جبران شد. او می‌گوید که «قبل از آنکه شمارش رای پایان بگیرد آقای جنتی اطلاعیه‌ای صادر کرد و شمارش آرا را مخدوش اعلام کرده و گفت آراء باید بازشماری شود.» همزمان با شورای نگهبان، حدادعادل نیز اطلاعیه‌ای صادر می‌کند و می‌گوید که آرای من و خانواده‌ام در حوزه‌ای که رفتیم و رای دادیم صفر منظور شده است و اگر هیچ‌کس در آن حوزه جز خود ما هم رای نداده باشد باز باید تعدادی رای منظور شود. تاجزاده می‌گوید که پس از بررسی مشخص شده که این ادعا دروغ است. او می‌افزاید که بلافاصله پس از بازشماری، «جنتی در بخش‌نامه‌ای اعلام کرد که هرکجا اگر نام رجایی به تنهایی آمده باید آرا به نام رجایی خراسانی که نام کاندید دیگری بود خوانده شود. او می‌گوید که بلافاصله تماس گرفتم با آقای جنتی که یا این بخش‌نامه را پس می‌گیرید یا بلافاصله مصاحبه و افشا خواهم کرد که چه کار می‌کنید، که چون پس گرفتند کار به جای باریک کشیده نشد. بالاخره بازشماری صورت گرفت و در دو مرحله هزار صندوق شمرده شد و در نتیجه منتخبان مردم یک و نیم درصد افزایش آرا داشتند که آقای جنتی اطلاعیه داد که بازشماری متوقف شود و نیازی به ادامه آن نیست. پس از آن به یکباره و برای چهلمین بار ایشان برای ۴۰ روز به مکه رفت و انتخابات نیمه‌کاره رها شد. پس از برگشت، ورق ناگهان برگشت و صحبت‌های جدیدی مطرح شد. تیم قبلی نظارت شهرستان تهران استعفا داد و اعلام کرد بیش از این کاری ندارند چرا که انتخابات سالم بوده است. سریعاً یک تیم جدید درست شد، این تیم جدید گفت باید صندوق‌ها را به ما بدهید، ما پاسخ دادیم که قبول به شرط آنکه نماینده وزارت کشور نیز حاضر باشند.» تاجزاده می‌گوید که پس از کش و قوس فراوان «نهایتاً پذیرفتند که نمایندگان ما حاضر باشند و با بازشماری صندوق‌ها نتیجه همچون گذشته همان نتایج صادر شد. اما یک‌مرتبه اطلاعیه‌ای صادر شد و با ابطال ۵۳۴ صندوق حدادعادل از نفر ۳۳ام وارد فهرست ۳۰ نفره شد و بلافاصله آقای جنتی از من شکایت کرد و مرا به دادگاه کشاند. انتخابات تمام شد و آقای رجایی حذف شد.» او می‌افزاید که به شکلی عجیب، پس از سال‌ها هنوز شورای نگهبان جرئت نکرده که شماره ۵۰۰ صندوق رای باطل شده را اعلام کند.
تاجزاده می‌گوید که «به شکایت من علیه جنتی رسیدگی نکردند که اگر کرده بودند و آن متخلف بزرگ را سرجای خود نشانده بودند تردید نکنید که در سال ۸۸ این اتفاقات رخ نمی‌داد.»

### تظاهرات خرم‌آباد
تاج‌زاده در جریان هفتمین اجلاس دفتر تحکیم وحدت در مرداد ماه سال ۱۳۷۹ و تظاهرات خرم‌آباد، پس از آنکه فرودگاه خرم‌آباد توسط نیروهای لباس شخصی محاصره و از حضور عبدالکریم سروش و محسن کدیور در اردوی دفتر تحکیم وحدت خرم‌آباد جلوگیری به عمل آمد محاصره کنندگان را فاشیست خواند و به اتهام توهین و تحریک در دادگاه محاکمه شد.

### انتخابات شوراهای شهر و روستا ۱۳۸۱
پس از پایان دوره محرومیت سه ساله‌اش از انجام خدمات دولتی، وی در انتخابات شوراهای اسلامی شهر و روستا (۱۳۸۱) در شهر تهران نامزد شد. این انتخابات با پیروزی مطلق اصولگرایان همراه بود، همهٔ ۱۵ نفر لیست انتخاباتی اصولگرایان انتخاب شدند. تاج‌زاده در جایگاه ۱۶ام قرار گرفت و عضو علی‌البدل شورا شد.

### مشاور رئیس‌جمهور

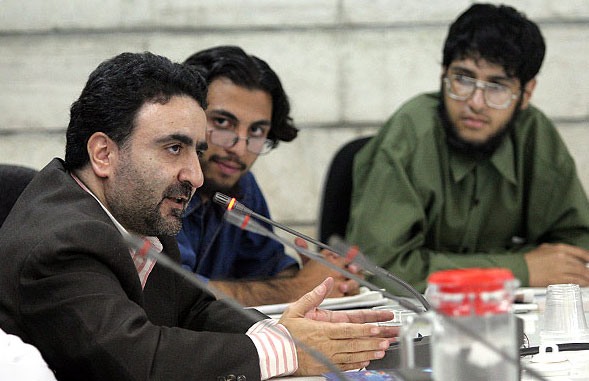
تاج‌زاده در حال بحث با حاتم قادری در جلسه جبهه مشارکت، خرداد ۱۳۸۴

در سال ۱۳۸۲ وی مشاور هادی خانیکی، معاون فرهنگی و اجتماعی وزارت علوم شد و پس از استعفا، با حکم سید محمد خاتمی مشاور رئیس‌جمهور شد و تا پایان کار دولت هشتم در مرداد ۱۳۸۴ این مقام را بر عهده داشت.

## فعالیت‌های سیاسی پس از انتخابات ۱۳۸۸

### بازداشت و زندان

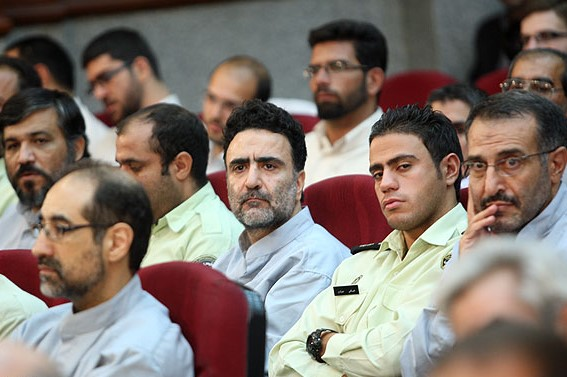
از راست: عبدالله رمضان‌زاده، مصطفی تاجزاده و کیان تاجبخش در دادگاه موسوم به «متهمان به کودتای مخملی»

او در جریان رویدادهای پس از اعلام نتایج انتخابات ریاست جمهوری ایران (۱۳۸۸) یک روز پس از انتخابات بازداشت شد. و پس از تحمل نه ماه زندان، که چهار ماه آن انفرادی بوده است، بدون دریافت حکم از دادگاه یا پرداخت وثیقه آزاد گردید.
او در تاریخ بیست و ششم خردادماه هشتاد و نه نامه‌ای خطاب به مردم نوشت و اعلام کرد که برخی از همراهی‌هایش با انقلابیون در دهه شصت خطا بوده است.
همسر وی، فخرالسادات محتشمی پور، که با نگاشتن عریضه‌ها و نامه‌های سرگشاده خود نقش مهمی در اطلاع‌رسانی در خصوص وضعیت زندانیان سیاسی و خانواده‌های آن‌ها داشت در روز دهم اسفند ۱۳۸۹ دستگیر شد.

### نامه سرگشاده در سالروز دستگیری
وی در تاریخ ۲۳ خرداد ۱۳۸۹ در سالروز دستگیری خود پس از انتخابات سال ۱۳۸۸ در نوشته‌ای با عنوان پدر، مادر، ما باز هم متهمیم! به تحلیل برداشت خود از شرایط زندان، اتهامات، کیفرخواست و مسائل دیگر پرداخت و نوشته خود را به ندا آقاسلطان از کشته‌شدگان جنبش سبز تقدیم کرد.

### مناظره مکتوب با حسین شریعتمداری
در اردیبهشت ۱۳۹۰ سید مصطفی تاج‌زاده که در زندان اوین به سر می‌برد در نامه سرگشاده‌ای خطاب به حسین شریعتمداری، مدیر مؤسسه کیهان، برای مناظره با وی اعلام آمادگی کرد. وی در این نامه، که می‌توان آن را آغازی برای یک مناظره مکتوب دانست، با اشاره به اینکه حسین شریعتمداری تاکنون حاضر نشده است به پیشنهادهایش برای مناظره پاسخ دهد، تأکید کرد که در طول بازجویی‌های خود نیز بارها از بازجوها خواسته است تا امکان مناظره بین او و حسین شریعتمداری را فراهم کنند. وی با ارسال اولین نامه و تقاضا برای انتشار بدون سانسور آن در کیهان، عملاً مناظره را یک جانبه آغاز نمود و اعلام کرد نامه‌های بعدی وی در خصوص مباحث مطرح شده در این نامه به عنوان محورهای پیشنهادی مناظره به تدریج منتشر خواهد شد. او در پیام خود به کیهان نوشت:
پیشنهاد دارم که مناظره مکتوب آغاز شود و یک مقاله من بنویسم، و کیهان شش روز فرصت برای نقدآن داشته باشد. بعد مقاله دوم و دوباره شش روز فرصت برای نویسندگان آن روزنامه محترم. به این ترتیب علاقه‌مندان با مطالعه مقالات و نقدها به قضاوت بهتری دربارهٔ ادعاهای ما و شما دست خواهند یافت.
وی در دومین نامه سرگشاده خود به حسین شریعتمداری به نقش حیاتی «دشمن» در ادبیات کیهانیان و همفکرانشان پرداخت. وی منطق کیهانیان با جنگ طلبان آمریکایی را یکسان خواند و نوشت که اعتقاد کیهانیان به دوگانه «معصوم – شیطان» باعث شده است تا شرط بهره‌مندی ایرانیان از حقوق قانونی خود، نه التزام به قانون اساسی بلکه ایمان به شخص رهبر نامیده شود و حمایت از یک نامزد را در برابر نامزد مطلوب رهبری، مخالفت با ایشان و در نهایت مخالفت با پیغمبر و خدا به حساب آید. وی همچنین سرکوب شدید تظاهرات آرام میلیون‌ها ایرانی را به شدت محکوم کرد.
در بخشی از این نامه این پرسش را از شریعتمداری مطرح نمود که:
چرا شما و همفکرانتان، صرفاً برای حفظ موقعیت و حاکمیت خویش، به روش‌های غیرانسانی و سرکوبگری متوسل می‌شوید و چهره‌ای طالبانی – پادگانی از اسلام و نظام و روحانیت شیعه به نمایش می‌گذارید؟
وی در سومین نامه سرگشاده خود به حسین شریعتمداری به بررسی ابعاد مختلف به قول خود کودتای انتخاباتی سال ۱۳۸۸ پرداخت. وی ضمن طرح سوالاتی در خصوص عملکرد حاکمیت در این انتخابات ضمن اعتراض به برخوردهای صورت گرفته و مقایسه این رویداد با کودتای ۲۸ مرداد به مسائل بعد از انتخابات پرداخت. در بخشی از این نامه وی سوالات زیر را مطرح می‌کند:
آنچه جنابعالی و همفکرانتان پس از انتخابات مهندسی شده ۸۸ انجام دادید، واقعاً با رفتار رژیم سابق پس از کودتای ۲۸ مرداد ۳۲ چه تفاوتی دارد؟ مگر رژیم کودتا روزنامه‌های مخالف را بعد از ۲۸ مرداد به تدریج توقیف نکرد؟ آیا شما غیر از این عمل کردید؟ آیا دست به انحلال احزاب منتقد نزدید؟ آیا معترضان را سرکوب نکردید و تعداد زیادی را به زندان نینداختید؟ آیا کوی دانشگاه تهران را به خاک و خون نکشیدید؟ آیا لباس شخصی‌ها را به جان مردم بی‌دفاع، از جمله در مجتمع مسکونی سبحان نینداختید؟ و سرانجام آیا به بهانه مقابله با دشمن، انتخابات آزاد را منتفی نکرده‌اید؟ به نظر جنابعالی کودتا و حکومت نظامی شاخ و دم دارد؟
در بخش دیگری از این نامه تاج‌زاده ضمن اعتراض به عملکرد رهبری در مواجهه با اعتراضات رخ داده با اشاره به خطبه‌های نماز جمعه رهبری در تاریخ ۲۹ خرداد ۱۳۸۸ بیان کرد که برداشت عموم ایرانیان مخالف یا موافق نتیجه انتخابات، از خطبه‌های مذکور حمایت قاطع رهبر از آقای احمدی‌نژاد بود.

### نامه سرگشاده به سید علی خامنه‌ای
مصطفی تاج‌زاده در نامه سرگشاده‌ای که در تاریخ ۲۵ مهر ۱۳۹۰ در زندان اوین نوشت و در وبسایت‌های اصلاح طلب منتشر شد به آزار و اذیت خانواده زندانیان سیاسی ایران اعتراض کرد. وی در این نامه به موارد زیر اشاره کرد:
- حمله مأموران امنیتی جمهوری اسلامی به خانواده زندانیان سیاسی و مراسم آن‌ها مانند افطار و دعای کمیل
- عدم اجازه به فرزندان زندانیان سیاسی برای ادامه تحصیل در ایران یا کشورهای دیگر
- اخراج منتقدان جمهوری اسلامی و خانواده و بستگان آن‌ها از کار و عدم اجازه کسب درآمد جهت گذران زندگی
- تهدید و ترساندن خانواده زندانیان سیاسی و دخالت در امور خصوصی آن‌ها
- دستگیری کسانی که به خانواده زندانیان سیاسی منتقد جمهوری اسلامی کمک مالی می‌کنند

وی همچنین در این نامه خطاب به رهبر جمهوری اسلامی ایران، به دستگیری و محاکمه فخرالسادات محتشمی‌پور همسرش به قصد وادار کردن او به عدم اظهار نظر دربارهٔ امور کشور اعتراض کرد. در این نامه وی حکومت ایران را در سراشیبی سقوط اخلاقی و معنوی دانسته و قصد خود از نامه نگاری به رهبر ایران را یادآوری اصول و ارزش‌های انقلاب ایران خواند که به عقیده او در نظام تحت رهبری علی خامنه‌ای آشکارا نفی و نقض می‌شود. وی در نامه خود خطاب به خامنه‌ای نوشت که مخاطب قرار دادن وی به آن معنی نیست که امید دارد رهبر جمهوری اسلامی به ظلم آشکار دستگاه قضایی رسیدگی کند. در بخشی از نامه آمده است که:
من حدود دو سال و نیم است که در زندان به سر می‌برم و در تمام این مدت تنها به علت این که نظرات خود را دربارهٔ مسائل کشور به صورت کاملاً قانونی منتشر ساخته‌ام، برخلاف قانون در شرایط انفرادی نگهداری می‌شوم. از شما می‌پرسم برمبنای کدام معیار اخلاقی و انسانی مقامات قضایی مطیع اوامر حضرت عالی حق دارند به منظور اعمال فشار و وادار کردن من به سکوت و عدم اظهار نظر دربارهٔ امور کشور، همسرم را دستگیر و محاکمه کنند؟

### پیشنهاد طرح دوشنبه‌های اعتراض
در روز اول آبان ۱۳۹۰ تاجزاده در مصاحبه‌ای در زندان اوین پیشنهاد کرد که ایرانیان برای نشان دادن اعتراض خود به حبس خانگی میرحسین موسوی، زهرا رهنورد و مهدی کروبی و نیز محکومیت احکام غیرقانونی و غیرعادلانه علیه فعالان سیاسی، انتخاباتی، مطبوعاتی، فرهنگی و هنری و اعلام هم بستگی با همه زندانیان سیاسی و عقیدتی و آمادگی برای تحریم انتخابات مجلس در اسفند ۱۳۹۰، اولین دوشنبه هر ماه دست به اعتراضات مدنی بزنند. بعضی از روش‌هایی که وی در این مصاحبه پیشنهاد داد:
- تشکیل اجتماعات مدنی به هر روش ممکن
- نامگذاری دوشنبه‌های اول هر ماه به نام یک کشته جنبش سبز
- اعتصاب غذا یا روزه در اولین دوشنبه هر ماه
- تجمع در هنگام غروب در هر محل و مرکز در دسترس، مانند خوابگاه‌ها، کوی دانشگاه، مسجد، تکیه، رستوران، دفترهای کار و خانه‌ها
- تبادل اخبار و گفتگو دربارهٔ اوضاع ایران، منطقه و جهان و انعکاس گزارش آن در شبکه‌های اینترنتی با رعایت جنبه‌های احتیاطی و امنیتی

### انتخابات ریاست‌جمهوری ۱۳۹۲
مصطفی تاجزاده در آستانه انتخابات ریاست‌جمهوری ایران (۱۳۹۲) در نامه‌ای که از زندان اوین منتشر کرده بود نوشت:
محافظه‌کاران حاکم در حال تبدیل شعار «میزان رای ملت است» به شعار «میزان رای رهبر است» هستند و شورای نگهبان راه برای پیروزی نامزد موردنظر رهبر هموار گردد و ساختار نظام سیاسی ایران را سلطنت مطلقه فقیه نامیده است و اذعان داشته که راهی جز عدم شرکت نداریم.
اما پس از کناره‌گیری محمدرضا عارف از نامزدی انتخابات ریاست جمهوری، با انتشار بیانیه سید محمد خاتمی و هاشمی‌رفسنجانی مبنی بر حمایت از حسن روحانی، در حالی که تنها تا آغاز رای‌گیری چند روز مانده بود احتمال این می‌رفت که بسیاری از گروه‌های اصلاح طلب و اپوزسیون‌ها و زندانیان سیاسی پس از انتخابات ۸۸، در یازدهمین دوره انتخابات ریاست جمهوری شرکت کنند. مصطفی تاجزاده علاوه بر گفته‌های پیشینش از این قاعده مستثنی نبود و به نقل از سهراب سلیمانی، رئیس سازمان زندان‌های تهران، او در انتخابات ریاست‌جمهوری در زندان اوین شرکت کرد. همچنین همسر او، فخرالسادات محتشمی‌پور نیز با حضور در حسینیه ارشاد در یازدهمین دوره انتخابات ریاست‌جمهوری و چهارمین دوره انتخابات شوراهای اسلامی شهر و روستا شرکت کرد.

### افزایش مدت حبس
تاجزاده که در سال ۱۳۸۸ به شش سال حبس محکوم شده بود، در اوایل سال ۱۳۹۳ به علت نوشتن نامه‌ای از درون زندان به سیدعلی خامنه‌ای، مدت حبسش یک سال افزایش یافت. در شهریور ۱۳۹۳ تاجزاده در نامه‌ای خبر از ضرب و شتم خودش توسط مأموران بازجویی و تلاش آن‌ها برای اعتراف گرفتن از او علیه اکبر هاشمی رفسنجانی، میرحسین موسوی و محمد خاتمی داد. تاجزاده در آذر ۱۳۹۳، در حالی که حدود چهار سال در روزهٔ سیاسی بوده است یک مرخصی سه روز گرفت که به گفتهٔ وب‌سایت کلمه این مرخصی درمانی بوده است.

### آزادی
مصطفی تاج‌زاده تمام سال‌های حبس خود را گذراند. از این واقعه وکیل وی در گفتگو با ایسنا خبر داده بود که پس از اتمام محکومیت ۷ ساله موکلم، پرونده جدیدی در رابطه با غیبت از مرخصی بر ای وی تشکیل شد که در این پرونده وی به تحمل ۴ ماه حبس محکوم شد. پس از تجدیدنظر خواهی در شعبه ۴۸ دادگاه تجدیدنظر، وی به پرداخت جزای نقدی ۲۰۰ هزار تومان محکوم و حکمش قطعی شد. با احتساب این موضوع، احتمالاً موکلم ۱۵ خرداد ماه آزاد می‌شود.
تاج‌زاده در بامداد ۱۵ خرداد ۱۳۹۵ پس از اتمام دوران محکومیتش از زندان (۷ سال) آزاد شد.

## پس از آزادی

### انتخابات ریاست‌جمهوری ۱۳۹۶
در جریان انتخابات ریاست‌جمهوری ۱۳۹۶ اظهار کرد که به لحاظ شخصی به روحانی رای می‌دهم ولی به لحاظ جریانی به اندیشه اصلاحی رای می‌دهم؛ یعنی به دموکراسی در ایران و صلح در منطقه رای می‌دهم.

### بیانه دربارهٔ خروج از برجام ترامپ
چند تن از فعالان اصلاح طلب دربارهٔ اظهارات دونالد ترامپ در مورد خروج از برجام واکنش نشان دادند؛ و بیانه ای منتشر کردند که ضمن حمایت از روحانی سیاست‌های ترامپ را خشونت‌زا و جنگ‌افروزانه دانستند.

در قسمتی از این بیانیه آمده است:
ما جمعی از اصلاح‌طلبان، فعالان مدنی و روزنامه‌نگاران کشور، ضمن محکوم کردن این اظهارات ناشایست، از برجام، دولت ایران و تمام نهادهای در خدمت امنیت، توسعه، پیشرفت، آزادی، سربلندی و اقتدار ملت خود، حمایت کرده و اعلام می‌کنیم که در مواجهه با هرگونه تهدیدی که ایران و ایرانی را در معرض خطر قرار دهد، در کنار همه علاقه‌مندان به عزت، سعادت، رفاه و پیشرفت این ملت و این مرز و بوم، جزئی از پیکر یکپارچه ملت ایران خواهیم بود و از همه خردمندان، اندیشمندان و صلح‌طلبان جهان دعوت می‌کنیم که در واکنش به سیاست‌های خشونت‌زا و جنگ‌افروزانه ترامپ، موضعی مشترک علیه خلق و ترویج جنگ و افراطی‌گری بگیرند و اجازه ندهند که صلح جهانی را ماجراجویانی بی‌تجربه و خودشیفته و جنگ‌سالار به مخاطره اندازند.
در ذیل این بیانیه نام افراد دیگری از جمله محسن صفایی فراهانی، اعظم طالقانی، آذر منصوری و عباس عبدی به‌عنوان امضاکنندگان بیانیه به چشم می‌خورد

### نظرات در مورد حسن روحانی

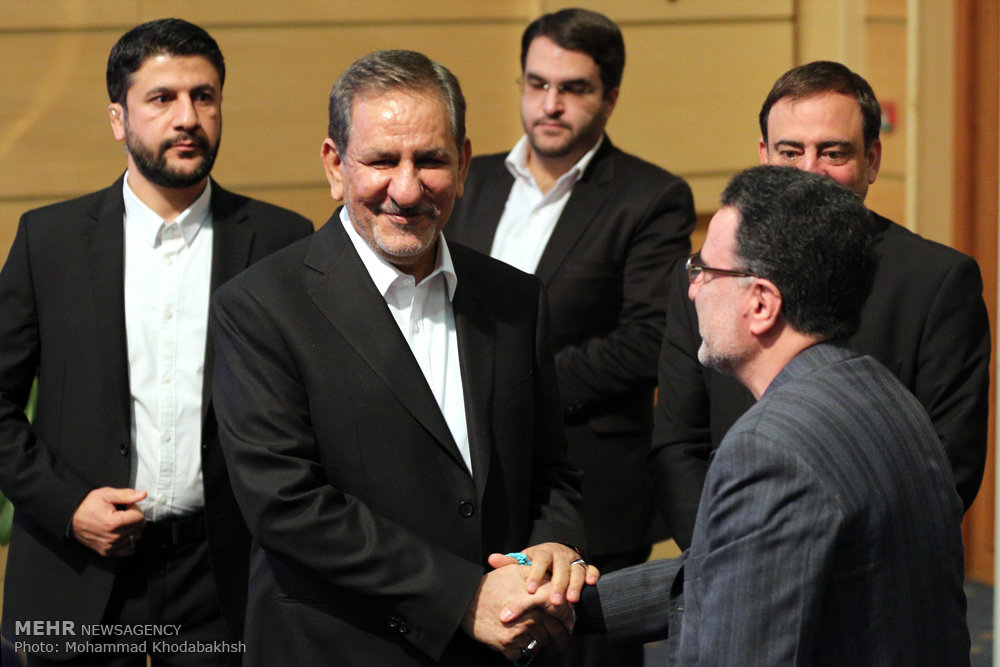
تاج‌زاده در جریان مجمع عمومی انجمن اسلامی جامعه پزشکی ایران با معاون اول رئیس‌جمهور اسحاق جهانگیری دیدار می‌کند

او در این مصاحبه در مورد حسن روحانی اظهار کرد که ضمن نادرست خواندن این پیش‌فرض که رئیس‌جمهوری پس از انتخابات گردش به راست کرده است، گفت که روحانی باهوش‌تر از آن است که گردش به راست کند و رئیس‌جمهور تا پایان عمر دولت به مردم نیاز دارد. البته حسام الدین آشنا در پاسخ به تاجزاده اظهار کرد احتمالاً روحانی گردش به راست نمی‌کند ولی گردش راست به سمت روحانی بعید نخواهد بود.
تاجزاده در گفتگوی دیگری در بهمن ۱۳۹۷ تأکید کرد حمایت اصلاح‌طلبان از دولت آقای روحانی به معنای چشم بستن بر نقاط ضعف دولت نیست. آنان باید در مورد ضعف‌های دولت تذکر لازم را به صورت خصوصی یا علنی به رئیس‌جمهور بدهند. ما نباید از حمایت از آقای روحانی دست بکشیم. به عکس باید با حمایت انتقادی بکوشیم چراغ امید را همچنان در بین مردم روشن نگه داریم.

### اعلام آمادگی مناظره با احمدی‌نژاد و رسایی
آذر ۱۳۹۶ تاجزاده آمادگی خود را دربارهٔ مناظره در مورد حوادث ۱۳۷۸ و ۱۳۸۸ با حمید رسایی و در مورد عملکرد احمدی‌نژاد در هشت سال ریاست‌جمهوری‌اش و مقایسه آن با عملکرد دولت اصلاحات اعلام کرد.

### واکنش نسبت به سخنان صدیقی در مورد معترضان ۱۳۹۶
تاجزاده در واکنش به اظهارات امام جمعه تهران تأکید کرد:
آشغال نامیدن و بدتر از آن آشغال دانستن فرزندان معترض و سرخورده ما که همگی پس از انقلاب به دنیا آمده‌اند، به دور از منش نبوی و علوی است. اگر نمی‌توانیم دردی دوا کنیم، نمک بر زخمشان نپاشیم. احترامشان را نگه دارید و به شعور این ملت شریف و بافرهنگ توهین نکنید.

### خرداد ۱۳۹۷ در جمع شورای هماهنگی احزاب اصلاح طلب استان کهگیلویه و بویراحمد
تاجزاده در این جمع تأکید که کشور همیشه با مشکل مواجه بوده است اما در هیچ دوره‌ای تا این اندازه مشکلات مختلف روی هم به صورت انباشته شده وجود نداشت. او همچنین ضمن طرح این سؤال که اگر امروز از ما بپرسند مهم‌ترین مسئله امروز ما چیست؟ خود در جواب می‌گوید: بی‌کفایتی مدیریتی، فساد، تبعیض ساختاری، بی‌اعتمادی روبه رشد در جامعه و مشکلات اجتماعی و زیست‌محیطی مهم‌ترین این مسائل است.

### واکنش نسبت به نامه محمد یزدی به شبیری زنجانی
در پی انتشار نامه سرگشاده محمد یزدی خطاب به شبیری زنجانی که ایشان را از دیدار با سید محمد خاتمی منع کرده‌اند؛ جمعی از علما و فعالان سیاسی نسبت به این موضوع واکنش نشان دادند.
تاجزاده در توئیتر خود نوشت: انتقاد از مراجع حق هر شهروند است اما آقای محمد یزدی نه به لحاظ سابقه و عملکرد و نه از نظر پایگاه مردمی در جایگاهی نیست که برای عالمی وارسته و معتبر تعیین تکلیف کند. او باید بداند گذشت دوره‌ای که با تهدید و ارعاب استقلال عمل مرجعیت شیعه را نقض می‌کردند.

### مناظره با علیرضا زاکانی

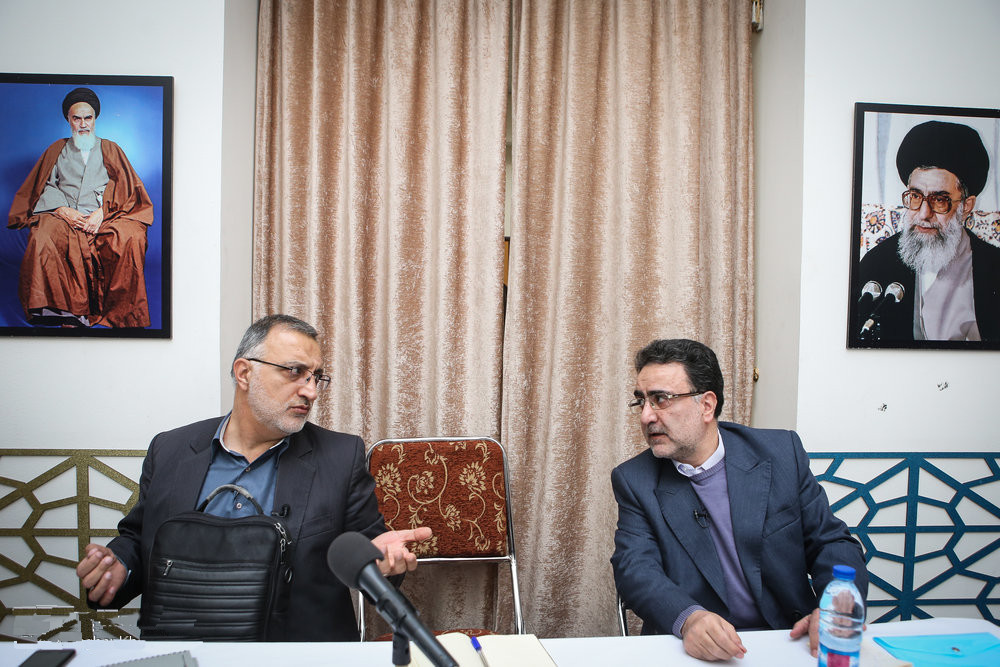
در حال بحث با علیرضا زاکانی، دی ۱۳۹۷

این مناظره در دو بخش که قسمت اول در مورد اتفاقات کوی دانشگاه در سال ۱۳۷۸ و قسمت دوم در مورد وقایع پس از انتخابات ۱۳۸۸ انجام شد.
تاجزاده در این مناظره تأکید کرد کمتر از ده روز از ۱۸ تیر نگذشته بود که هیاتی با نظر خاتمی و رهبری تشکیل شد، بعد از تحقیقات مفصل میدانی و اطلاعات و تحقیق، نهایتاً گزارشی ارائه شد که ربیعی و روحانی متولی آن بودند و در اختیار رهبر گذاشته شد و مورد تأیید رهبری قرار گرفت و برای اولین و آخرین بار در تلویزیون قرائت شد. در گزارش‌های این هیئت هیچ سرنخی از اینکه دانشجویان سازماندهی شده باشند وجود ندارد. او همچنین بر تأثیر منفی فرهاد نظری فرمانده پلیس تهران و لباس شخصی‌ها تأکید کرد.

## انتخابات ریاست‌جمهوری ۱۴۰۰

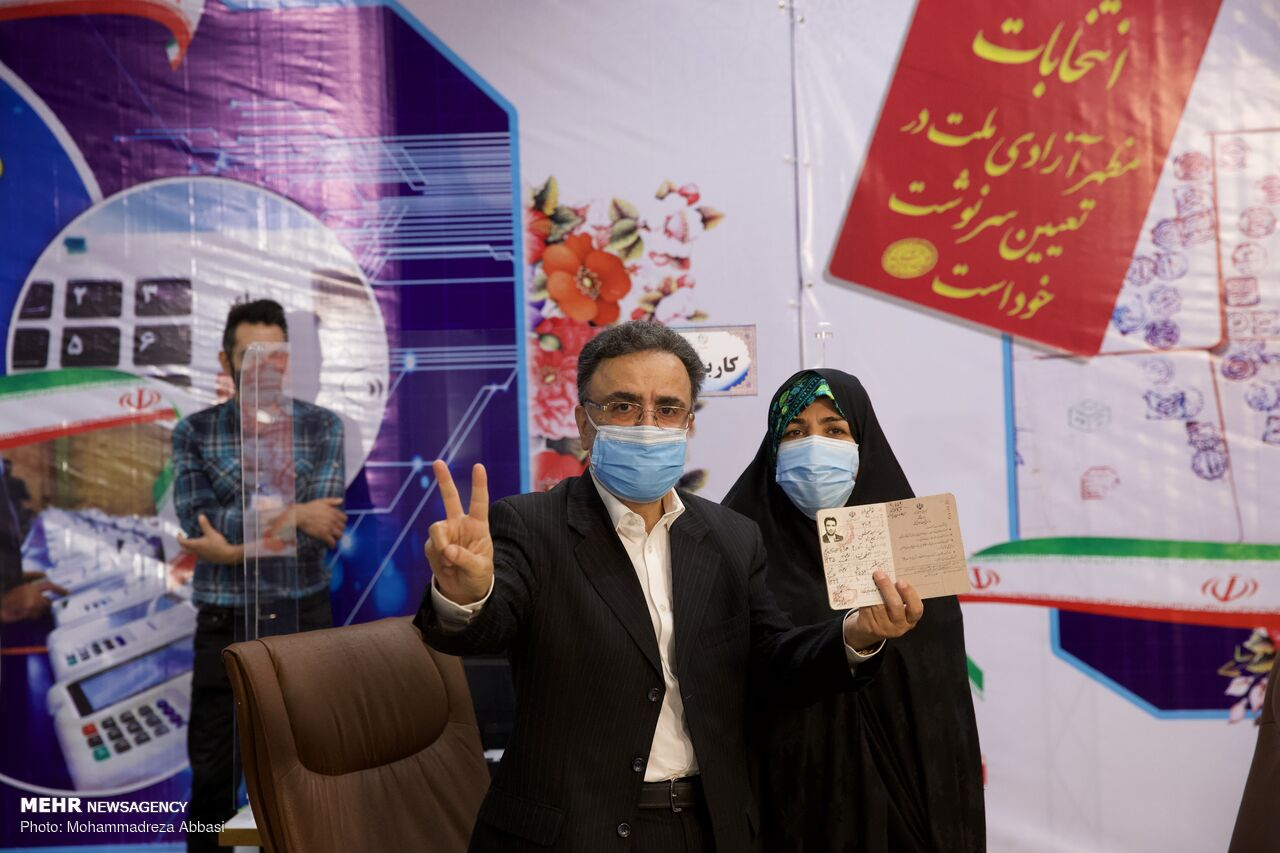
تاج‌زاده در حال ثبت نام در وزارت کشور

تاجزاده در روز یکشنبه ۵ اردیبهشت ۱۴۰۰ با انتشار بیانیه ای در کانال تلگرامی و صفحه توییتر خود اعلام کرد که به‌طور رسمی نامزد انتخابات ریاست جمهوری سال ۱۴۰۰ خواهد شد.
او در بیانیه‌ای گفته است که با هدف «تغییر و برای اصلاحات ساختاری، رویکردی و رفتاری» و به عنوان فردی از «تبار مشروطه‌خواهان و اصلاح‌گران» وارد این کارزار می‌شود. وی در روز جمعه ۲۴ اردیبهشت ماه به همراه همسرش به ستاد انتخابات کشور وارد شد و برای سیزدهمین دوره انتخابات ریاست جمهوری نام‌نویسی کرد.
تاجزاده به سمت وزارت کشور با همراهی هوادارن خود برای ثبت نام در انتخابات ۱۴۰۰ حرکت کرد. در مسیر همراهان وی با شعارهایی مانند (یا حسین، میرحسین) یا (درود بر موسوی، سلام بر تاجزاده) سعی بر یاداوری انتخابات ۸۸ داشتند. تاجزاده در تاریخ ۲۴ اردیبهشت با ورود به ساختمان وزارت کشور به صورت رسمی ثبت کاندیداتوری کرد. که در نهایت صلاحیت وی توسط شورای نگهبان رد شد.

## بازداشت تیر ۱۴۰۱
مصطفی تاجزاده، شامگاه ۱۷ تیر ۱۴۰۱ بازداشت شد. همسر او، فخرالسادات محتشمی‌پور، در ارتباطی زنده از طریق اینستاگرام ضمن تأیید این خبر، به خامنه‌ای و دستگاه‌های امنیتی کشور هشدار داد که مسئولیت جان تاجزاده با آنهاست. همچنین خبرگزاری مهر در خبری اختصاصی از بازداشت تاجزاده تحت عنوان آنچه «اقدام علیه امنیت ملی» درج شده، خبر داد. در ۱۹ مهر ۱۴۰۱ حکم مصطفی تاج زاده از سوی دادگاه انقلاب اعلام و وی به اتهام تبانی علیه امنیت ملی (۵ سال حبس) نشر اکاذیب (۲ سال) و تبلیغ علیه نظام (۱ سال) مجموعاً ۸ سال حبس محکوم گردید که مطابق قانون ۵ سال آن قابل اجراست و این رای به دلیل عدم تجدیدنظر موکل قطعی و درحال اجرا است.
مصاحبه با خشت‌خام
تاجزاده در خشت‌خام گفت: انقلابیون ممکنه بهترین افراد باشند برای سرنگون کردن یک رژیم اما لزوما بهترین افراد نیستند برای مدیریت یک سیستم؛ مطمئنم خیلی از انقلابیون هستند که اصلا مدیران خوبی نیستند اما آدم‌های بسیار بزرگ و شریفی هستند.
همچنین تاجزاده در خشت‌خام گفت: در جامعه ما کسانی بودند که از اول فکر می‌کردند نحوه مقابله با باطل فقط با اعدام است یک نمونه آقای لاجوردی است برای مثال وقتی که پیکاری‌ها     را گرفتند بعد از مدتی در زندان شروع کردند به همکاری با جمهوری اسلامی و حکم اعدام این افراد به حکم ابد تبدیل شد اما آقای لاجوردی زمانی که متوجه این موضوع شد حداکثر 48 ساعت بعد تا قبل از تثبیت حکم ابد آن‌ها، این افراد را اعدام کرد.